# ISO 3166-2:IL
ISO 3166-2:IL è uno standard ISO che definisce i codici geografici delle suddivisioni di Israele; è un sottogruppo dello standard ISO 3166-2.
I codici, assegnati ai 6 distretti del paese, sono formati da IL- (sigla ISO 3166-1 alpha-2 dello stato), seguito da una o due lettere.

## Codici
| Codice | Distretto      |
| ------ | -------------- |
| IL-D   | Meridionale    |
| IL-M   | Centrale       |
| IL-Z   | Settentrionale |
| IL-HA  | Haifa          |
| IL-TA  | Tel Aviv       |
| IL-JM  | Gerusalemme    |